# Carrigagulla
Carrigagulla est un complexe mégalithique situé dans le comté de Cork en Irlande.

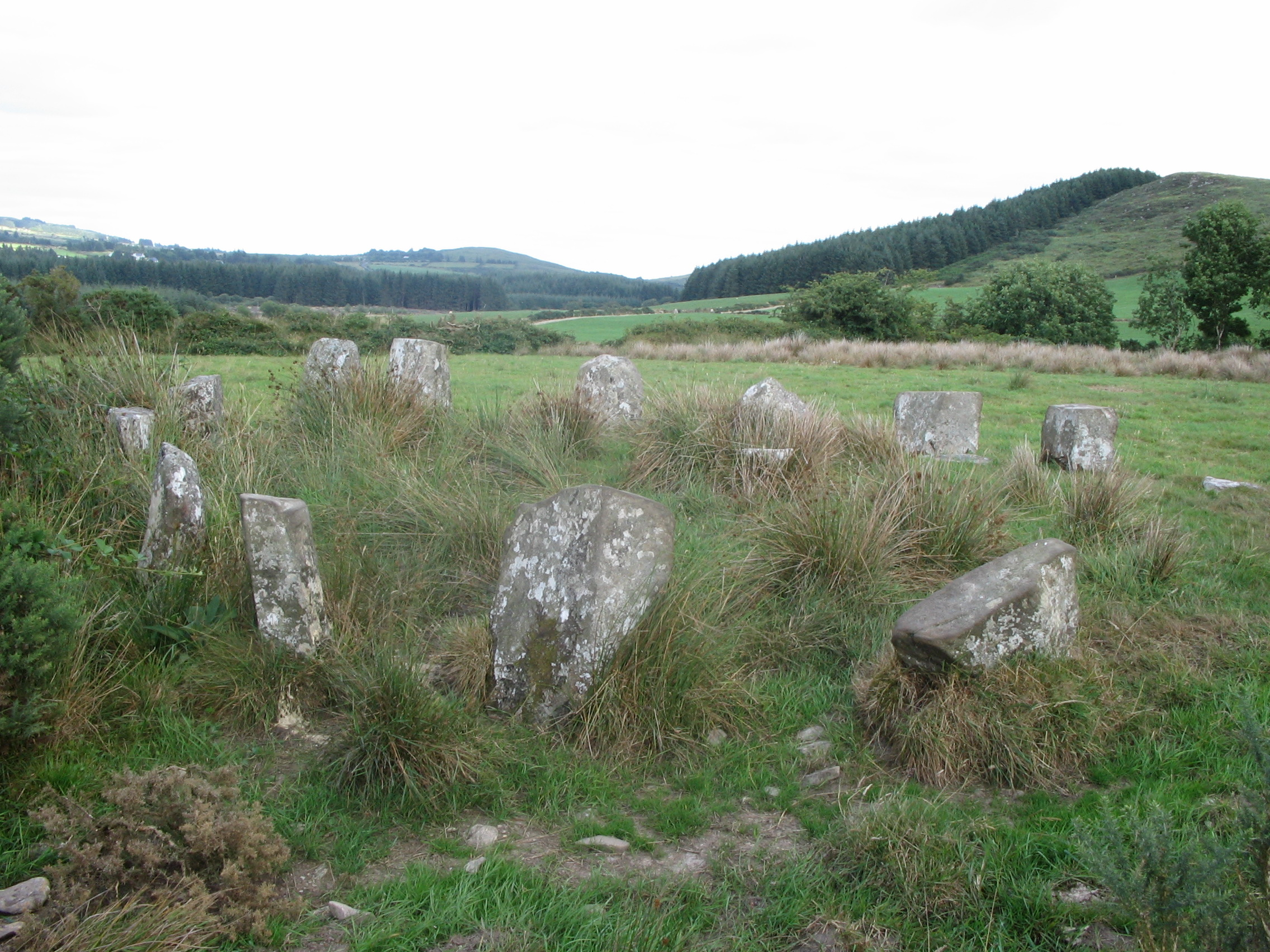

On y trouve 2 cercles mégalithiques (le premier se compose de 16 pierres et mesure 8,2 mètres de diamètre et le deuxième se compose de 15 menhirs (17 à l'origine) disposés autour d'une dalle centrale), une formation en forme de D à 250 mètres au nord composé de 5 à 6 pierres, 2 alignements de pierres (le premier de 5 pierres et le deuxième de 3 pierres) ainsi qu'une pierre oghamique.